# 旧布科莱班
旧布科莱班（法語：Vieux-Boucau-les-Bains，法語發音：[vjø buko le bɛ̃]）是法国朗德省的一个市镇，属于达克斯区。

## 地理
旧布科莱班（43°47'10"N, 1°24'16"W）面积4.25 平方千米，位于法国新阿基坦大区朗德省，该省份为法国西南部沿海省份，是法國本土面积第二大的省，北起吉倫特省，西临大西洋，南至大西洋比利牛斯省，东临热尔省，东北与洛特-加龍省接壤。
与旧布科莱班接壤的市镇（或旧市镇、城区）包括：梅桑日、苏斯通。

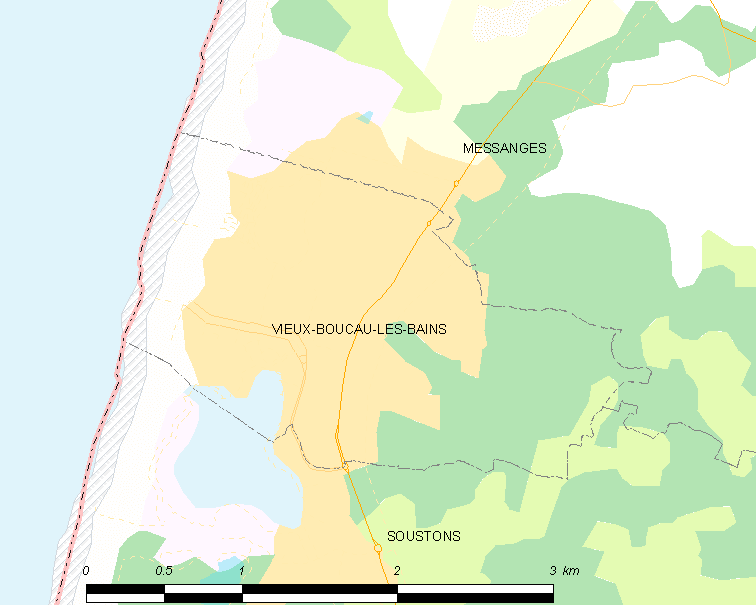
旧布科莱班的OSM定位图

旧布科莱班的时区为UTC+01:00、UTC+02:00（夏令时）。

## 行政
旧布科莱班的邮政编码为40480，INSEE市镇编码为40328。

## 政治
旧布科莱班所属的省级选区为马朗桑南县。

## 人口

1962-2008年间旧布科莱班人口变化图示

旧布科莱班于2022年1月1日时的人口数量为1682人。